# 塔貝永河
47°20′38″N 7°15′10″E / 47.343989°N 7.252767°E
塔貝永河是瑞士的河流，位於該國西北面，流經汝拉州，屬於索爾訥河的左支流，河道全長18公里，流域面積45平方公里，發源自聖布賴附近，河口處在巴斯庫爾。

## 參考資料

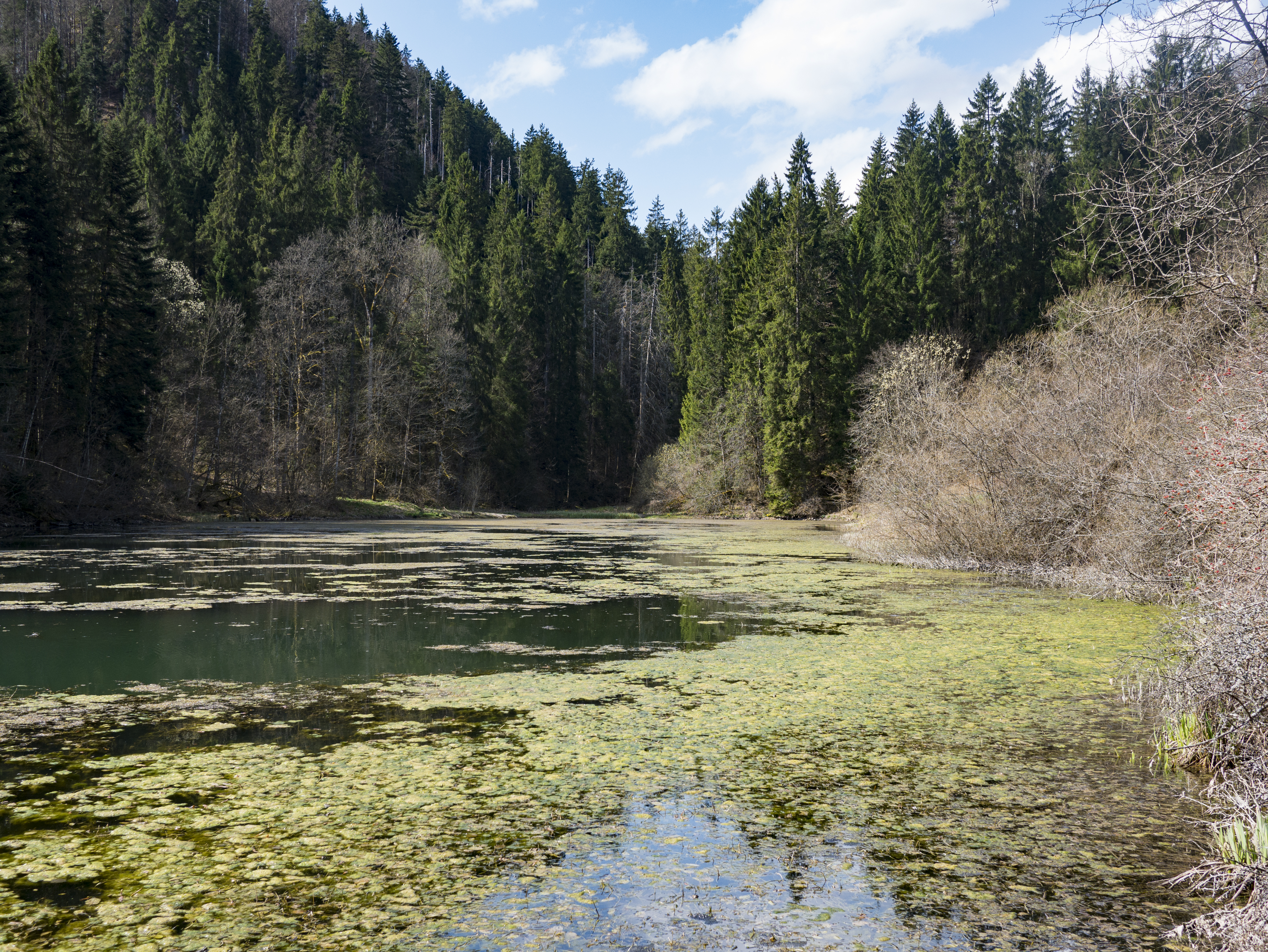